# سپیداج معمولی
سپیداج معمولی (نام علمی: Sepia officinalis) نام یک گونه از راسته سپیداج است.